# Майкъл Арлън
Майкъл Арлън (на английски: Michael Arlen) е британски писател от арменски произход. Роден е в Русе в семейство на арменския търговец Саркис Куюмджиян и съпругата му Сатеник, емигрирали от Османската империя, и е кръстен Дикран Куюмджиян. През 1901 г. родителите му се установяват в Англия. Той става популярен през 1920-те с романите и разказите си, понякога сравнявани с тези на Франсис Скот Фицджералд. По негови разкази са направени редица Холивудски филми като номинирания за Оскар – A Woman of Affairs (1928) с участието на Грета Гарбо и Джон Гилбърт; The Golden Arrow (1936) с участието на Бети Дейвис и Джордж Брент; The Heavenly Body (1944) – с актьори Уилям Пауъл и Хеди Ламар. 

### Романи
- The London Venture (1920)
- Piracy (1922)
- The Green Hat (1924)
- Young Men in Love (1927)
- Lily Christine (1929)
- Men Dislike Women (1931)
- Man's Mortality (1933)
- Hell! Said the Duchess (1934)
- The Flying Dutchman (1939)

### Разкази
- The Romantic Lady (1921)
- These Charming People (1923)
- May Fair, In Which Are Told the Last Adventures of These Charming People (1925)
- Ghost Stories (1927)
- Babes in the Wood (1930)
- The Crooked Coronet (1937)
- The Ancient Sin and Other Stories (1930)
- The Short Stories of Michael Arlen (1933)